# Karow (bei Genthin)
Karow (bei Genthin) este o comună din landul Saxonia-Anhalt, Germania.